# Boyz II Men
Boyz II Men là một nhóm ca R&B người Mỹ, được biết đến với những bản ballad tình cảm và phần hòa âm a cappella đặc trưng. Với đội hình ban đầu là một bộ tứ bao gồm giọng nam trầm Michael McCary, họ hiện là một bộ ba với giọng nam trung Nathan Morris, giọng nam cao Wanya Morris và Shawn Stockman. Trong thập niên 1990, Boyz II Men đạt được đỉnh cao danh tiếng ở Motown Records như là bộ tứ. McCary rời nhóm vào năm 2003 do các vấn đề sức khoẻ và thỏa thuận hợp đồng.
Trong những năm 1990, Boyz II Men liên tục gặt hái những thành công trên thị trường quốc tế, bắt đầu với đĩa đơn quán quân "End of the Road" năm 1992, đứng đầu nhiều bảng xếp hạng trên thế giới. "End of the Road" còn lập một kỷ lục mới về số tuần thống trị bảng xếp hạng tại Hoa Kỳ, đạt vị trí số một trên Billboard Hot 100 trong 13 tuần, phá vỡ kỷ lục kéo dài nhiều thập kỷ của Elvis Presley. Họ tiếp tục phá vỡ kỉ lục này với những đĩa đơn tiếp theo như "I'll Make Love to You" và "One Sweet Day" (với Mariah Carey), lần lượt giữ ngôi vị quán quân trong 14 và 16 tuần. "I'll Make Love to You" cũng đứng đầu bảng xếp hạng ở Úc (trong 4 tuần) và đạt được nhiều thành công trên toàn cầu. Tính đến năm 2016, "One Sweet Day" vẫn giữ kỷ lục mọi thời đại với 16 tuần đứng đầu trên Hot 100.
Với những thành công liên tiếp, Boyz II Men là một trong những nghệ sĩ có tổng thời gian nắm giữ vị trí số một lâu nhất trong lịch sử Billboard, đứng ở vị trí thứ 4 với 50 tuần (tính đến năm 2014). Ngoài ra, khi "On Bended Knee" thay thế vị trí quán quân của "I'll Make Love to You", Boyz II Men trở thành nghệ sĩ thứ ba (sau The Beatles và Presley) thay thế chính mình ở vị trí đầu bảng của Billboard Hot 100. Boyz II Men nằm trong số những nhóm nghệ sĩ hiếm hoi giữ vị trí số một trong ít nhất 50 tuần, sau Elvis Presley, The Beatles và Mariah Carey. Những thành tựu này đã đủ giúp Boyz II Men được công nhận là nhóm nhạc thành công nhất của tạp chí Billboard trong những năm 1990.
Boyz II Men được xem là một những tên tuổi tiêu biểu nhất của dòng nhạc a cappella và R&B, và là nhân vật tiên phong trong việc đưa R&B trở lại dòng nhạc đại chúng, lần đầu tiên kể từ những năm 1970. Việc sử dụng nhịp điệu hip-hop kết hợp với R&B của họ không phải duy nhất trên thị trường, nhưng sự thành công to lớn của Boyz II Men trên các bảng xếp hạng vào thập niên 1990 qua việc "đưa hòa âm vào các bài hát hip-hop" đã tạo tiền đề cho sự thống trị gần như tuyệt đối của thể loại R&B trên các bảng xếp hạng pop vào những năm 2000 và 2010. Vào ngày 5 tháng 1 năm 2012, Boyz II Men đã được trao tặng một ngôi sao trên Đại lộ Danh vọng Hollywood.
Boyz II Men tiếp tục trình diễn trên toàn thế giới như là nhóm ca 3 thành viên. Album phòng thu gần nhất của họ, Collide, đã được phát hành vào năm 2014.

## Danh sách đĩa nhạc
Studio albums
- Cooleyhighharmony (1991)
- II (1994)
- Evolution (1997)
- Nathan Michael Shawn Wanya (2000)
- Full Circle (2002)
- Throwback, Vol. 1 (2004)
- The Remedy (2006)
- Motown: A Journey Through Hitsville USA (2007)
- Love (2009)
- Twenty (2011)
- Collide (2014)